# Amastus rufator
Amastus rufator là một loài bướm đêm thuộc phân họ Arctiinae, họ Erebidae.